# قياس التداخل
قياس التداخل في الفيزياء (بالإنجليزية: Interferometry) هي تقنية خاصة بدراسة خواص موجة أو موجات عن طريق تعيين التداخل الذي يحدث عند انطباق موجتان أو أكثر على بعضها. ويسمى الجهاز الذي يقوم بتعيين تداخل الموجات بمقياس التداخل interferometer. ولدراسة التداخل أهمية خاصة في فروع متعددة في علم الفلك، وفي تقنية الألياف الضوئية، وفي هندسة القياس، والقياس الضوئي، وفي علوم البحار، وفي علم الزلازل والهزات الأرضية، وفي ميكانيكا الكم وفي الفيزياء النووية وفي فيزياء الجسيمات الأولية، وفي فيزياء البلازما، وفي الاستشعار عن بعد.

## مبادئ قياسالتداخل

مسار شعاع الضوء في مقياس تداخل مايكلسون.

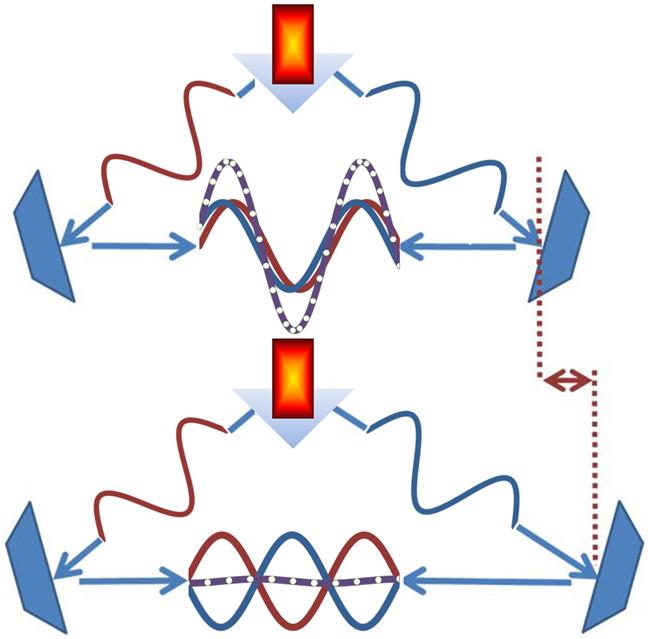
توضيح التداخل البناء (فوق) والتداخل الهدام (تحت). في التداخل البناء ينطبق مطال أحد الشعاعين على مطال الآخر عند الالتقاء وينتج عنه مطالا محصلا أكبر من المطالين (أي يشتد الشعاع الناتج)، أما في حالة التداخل الهدام (تحت) فيلتقي مطال أحد الشعاعين بمطال الشعاع الثاني معكوسا، فيمحو كل منهما الآخر. يستخدم الليزر كمصدر للضوء.

يعتمد قياس التداخل على تطابق الموجات، بمعني تطابق موجات منفردة بطريقة تسمح بأن تعطي الموجة الناتجة تفسيرا أو تشخيصا عن حالة الأمواج قبل التداخل. وتستخدم في العادة موجات لها نفس التردد وعند انطباقها نحصل على أشكال موجية منتظمة محكومة بفروق الطور بين الموجتين الابتدائيتين. فإذا كانت الموجتان الابتدائيتان بنفس الطور يحدث ما يسمى تداخل بناء وتشتد الموجة الناتجة، أما إذا كانت طور أحد الموجتين معكوسا بالنسبة لطور الموجة الثانية فيحدث تداخل هدام وتتلاشى الموجة الناتجة. وتستخدم معظم أجهزة قياس التداخل الضوء أو أي مصدر آخر للموجات الكهرومغناطيسية عند تردد معين للأشعة الابتدائية.
ويستخدم لإجراء التداخل شعاع ضوء ذو طول موجة معينة وبالتالي تردد معين (أي شعاع الليزر). ينقسم هذا الشعاع
عند مروره بمرآة نصف شفافة، حيث ينعكس جزءا من الشعاع على المرآة بينما يواصل جزء الشعاع الآخر مسيرته في خط مستقيم. ويواصل كل من الشعاعين مساره حتى يعودان للالتقاء سويا عند رأس المقياس Detector. ونظرا لاختلاف طول مساري الشعاعين يحدث فارق في طور الشعاعين عند الالتقاء.ويعين هذا الفرق في طور الشعاعين منظومة أو شكل التداخل الناتجة. ونظرا لكون الشعاع الأصلي ذو طول موجة معينة فإن حدوث تغير في الطور بينهما معناه تشخيص لشيئ قد حدث خلال مساري الشعاعين وأدى إلى هذا الفرق عند الالتقاء. قد ينشأ هذا الفرق من اختلاف في طول المسارين أو يمكن أن يكون معامل الانكسار على مسار أحدهما بسبب وجود مادة مختلفة هو السبب في حدوث فرق الطور بين الشعاعين.

## مقياس التداخل الفلكي

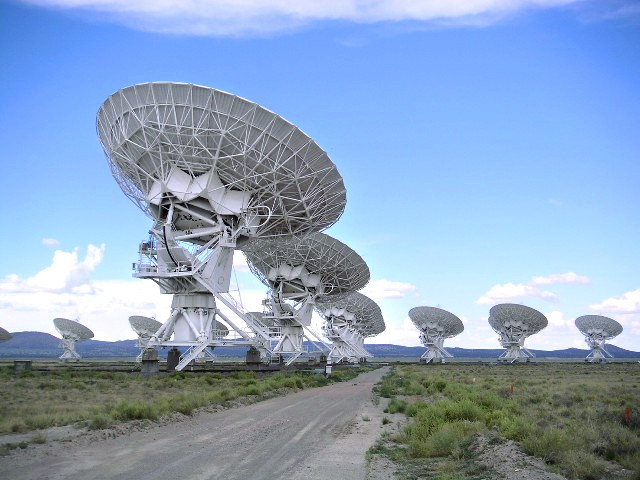
مصفوف المراصد العظيم VLA في نيومكسيكو وهو يعمل بطريقة تداخل الموجات الراديوية الآتية من بعض أنحاء الكون.

يعتمد دقة تعيين الزاوية لمرصد معين على قطر المرصد، حيث يزيد دقة تعيين الزاوية بزيادة قطر المرصد. ولكن تكلفة بناء مرصد تتزايد أيضا بحجمه أو بعدد الهوائيات المكونة له. لذلك تجرى دراسة التداخل في الأبحاث الفلكية من خلال التوفيق بين الدقة العالية للمرصد وتكاليفه، ويمكن تنفيذ ذلك بربط عدد من المراصد الصغيرة نسبيا واستعمالهم متكاملين كمرصد واحد كبير فهذا يقلل من التكاليف. وأبسط طريقة لدراسة التداخل استخدام مرصدين (هوائيين)، فكل هوائيين يشكلان جهازا لقياس تداخل الأشعة الراديوية الآتية من بعض الأجرام السماوية.
لزيادة دقة مصفوف المراصد العظيم الموجود في نيومكسيكو، وهو مكون من 27 من الهوائيات، توزع الهوائيات غلى أرضية تبلغ طولها نحو 30 كيلومتر وتتخذ مواقعها شكل حرف Y. كما تستغل حركة الأرض في الفضاء لتحسين دقة قياس زاوية اتجاه الجرم السماوي في الكون، وتسمى تلك الطريقة للقياس «تحليل دوران الأرض».
وكلما زادت طول موجة الأشعة القادمة كلما يسهل تعيين اختلاف طورها. ولهذا كان قياس التداخل الكوني في البدء يجرى بوساطة قياس الأشعة الراديوية ذات الموجات الطويلة. ومثال على ذلك نجده في مصفوف المراصد العظيم VLA وفي مرصد مرلين MERLIN. وبعد تطوير سرعة التقنية الخاصة بالتداخل فقد أصبح في مقدورنا القياس أيضا في نطاق الموجات الراديوية القصيرة. ويوجد عدة مراصد تستطيع الآن القياس في نطاق طول الموجة 1 مليمتر أو أقل، وأكبر تلك المصفوفات هو مصفوف أتاكاما المليمتري الكبير الذي يجرى حاليا إنشاؤه.

## اقرأ أيضا
- تداخل (فيزياء)
- جهاز تداخل صفري
- تذبذب
- مقدمة موجة
- طور موجة
- مطال
- حيود براج
- حيود النيوترونات